# Premsa infantil

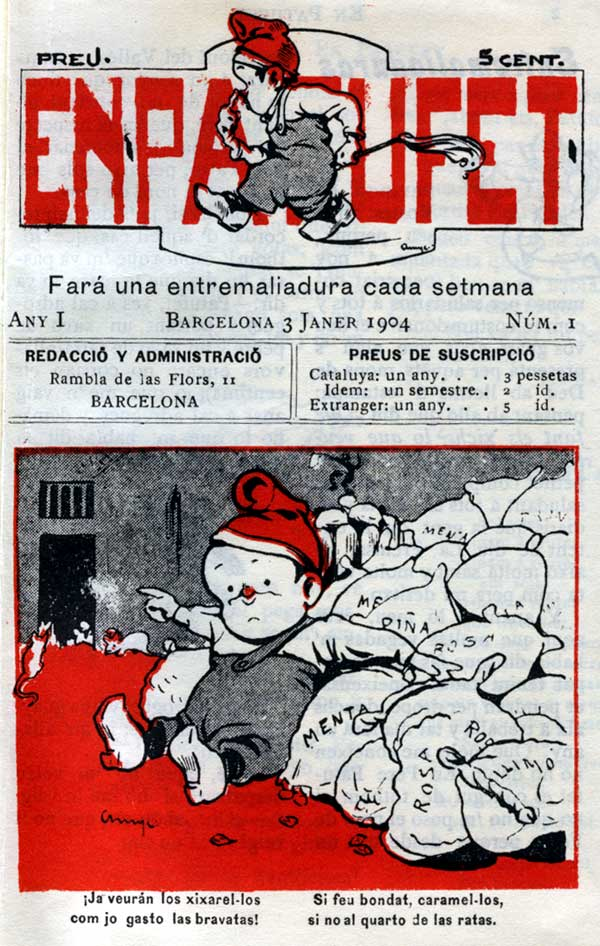
Portada del primer número dEn Patufet (3 de gener de 1904)

La premsa infantil, son publicacions periòdiques, poden ser diaris, revistes o còmics. Els primers diaris infantils, impresos entre finals del Segle XVII, i principis del segle XX eren en la seva majoria en realitat revistes enciclopèdiques, serialitzades, sobretot al segle xix.
La seva finalitat era la d'ideologitzar, moralitzar i educar l'Infant de la seva època.
El primer, diari per infants imprès a Europa i al món fou, The Liliputian Magazine, imprès al Regne Unit l'any 1751.
És ja entrat el segle xx, quan el perfeccionament de les Arts gràfiques i l'evolució de la impremta, l'alfabetització de la població i l'increment del poder adquisitiu de la classe obrera, fruit de la industrialització fa que aquestes publicacions es facin més populars.
A Catalunya i en català, el més popular de les publicacions de la premsa infantil fou En Patufet, que es va publicar per primera vegada l'any 1904. De l'evolució d'aquesta premsa infantil en sorgiren les revistes de còmic, molt populars al llarg del segle xx.

## Premsa infantil en català (1904-1923)
Els primers diaris infantils, inicien la seva singladura, a finals del Segle XVII, amb el diari infantil angles, The Liliputian Magacine, publicat per primera vegada l'any 1751 aquest fou el primer diari de premsa infantil que es va publicar al món.
A Catalunya, el 1904 es comença a publicar l'emblemàtic, En Patufet, aquesta publicació en un format de revista, tenia la particularitat d'estar escrita en Català pels nens catalans i els catalanoparlants, aquesta va anar acompanyada d'altres publicacions de característiques similars, una cinquantena, i fins a setanta-cinc, contant les traduïdes de les publicacions amb castellà o aquelles que tingueren una vida molt curta.
En patufet va fer possible la popularització del català escrit, amb autors com Folch i Torres, que ja són una referència a la literatura catalana. En patufet es distribuïa i arribava a tota la geografia catalana, des de les grans ciutats fins al Mas pairal més allunyat i a totes les classes socials a això i això i ajuda l'alfabetització de la població. Igual que les primeres publicacions en altres llengües a Catalunya, aquesta premsa tenia la finalitat d'instruir, moralitzar i en el cas català, catalanitzar, la població.
La tirada inicial fou de 5.000 exemplars i va arribar fins als 35.000 exemplars l'any 1920 i als 60.000 el 1934. Aquest tiratge és el més gran que cap revista de la seva època hagi assolit abans del 1936.
Els editors que volien competir amb En patufet, l'imitaven per fer-se un forat al mercat de la premsa infantil. Diverses foren les revistes que volgueren imita a En Patufet i sortiren al mercat amb molt poca fortuna, entre elles:  En Belluget, 1915, que solament se'n publicaren cinc números; Els Follets,1913, que arriba a la trentena de números;  El Noy de la Mare, 1908, amb tan sols quatre números; Una Vegada, 1907, nou números; L'escolanet, 1906 amb dinou números publicats, serien alguns exemples de revistes, que no arribaren a fer-se un forat al mercat.

## Premsa infantil a Europa i Espanya
Els primers diaris per infants que s'han conservat, o bé dels quals es té constància a Europa, anteriors al segle xix i només com a referència per ser els primers són.
| Nom de la publicació                     | Any  | País       |
| ---------------------------------------- | ---- | ---------- |
| The Liliputian Magacine                  | 1751 | Anglaterra |
| The Museum for Young Getlemen and Ladies | 1758 | Anglaterra |
| Journal D'Education                      | 1768 | França     |
| Leipziger Wochenblatt für Kinder         | 1772 | Alemanya   |
| Gaceta de los Niños                      | 1798 | Espanya    |

Els autors, de La Gaceta de los Niños, són José i Bernabé Canga Argüelles, humanistes espanyols que coneixent les publicacions del centre i nord d'Europa, intenten adaptar-les a la cultura espanyola. Aquest diari, seria un model per les revistes de les seves mateixes característiques que es publicaran al Segle XIX.
La intenció d'aquesta publicació ja era fugir dels contes de fades i fantasia i per contra donar als seus lectors textos de ciències i d'aspectes pràctics de la vida. De la La Gaceta de los Niños, se'n publicaren tan sols vint-i-quatre números, El fet que a França es deixés de publicar el diari, Journal D'Education. Fa pensar que fos aquesta la causa de la desaparició de La Gaceta de los Niños. Fins que no es torna a publicar algun diari per infants passen bastants anys, els primers intents es donen a Madrid i Barcelona.